# Finanční pákový efekt
Principem finančního pákového efektu (v angličtině leverage) je použití malého objemu vlastního kapitálu doplněného podstatně větším objemem cizího kapitálu na financování investice. Tato praxe může umocnit zisk (ale také ztrátu). Společnosti obvykle využívají tohoto efektu pro zvýšení výnosu na akcii.
Vysoce rizikové dosahování růstu cen akcií v důsledku pákového efektu u amerických bank je považováno za příčinu neobvykle vysokých platů pro vrcholové vedení během bankovních krizí v letech 2007–2011 (za růst hodnoty akcií je vedení často odměňováno bez ohledu na metodu, kterou byl dosažen).

## Princip pákového efektu
Při použití pákového efektu je u investice využíváno cizího kapitálu za účelem navýšení zisku. Např. nákupčí na Forexu může páky využívat tak, že si půjčí od makléře. V takovém případě je ale nutné počítat s úrokem.
Pákový efekt se v zásadě vyskytuje ve dvou formách:
1. Firmy navyšují svůj kapitál bankovním úvěrem nebo vydáním dluhopisů.
2. Investoři používají páku např. u opcí, futures nebo warrant.

Výše páky se různí. Většinou se odvíjí od toho, s čím investor obchoduje. Forex má například relativně velký pákový efekt (až 1:500), ale u akcií bývá řádově okolo 1:2.
Jednoduchý příklad, který vysvětluje princip páky:
Investor nakupující akcie je v páce 1:2. To znamená, že polovina peněz je jeho vlastních, druhou polovinu půjčuje broker. Pokud se cena akcie propadne o 10 %, investor přichází o 20 % svých vložených peněz.